# 伊赫蒂曼市鎮

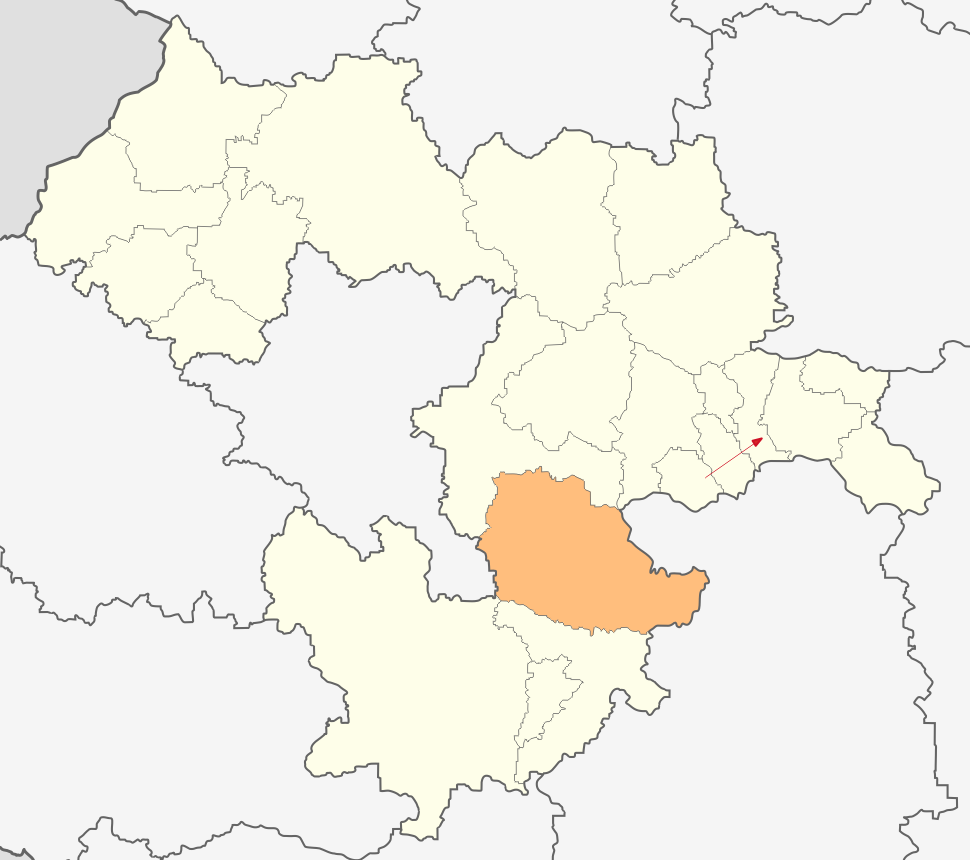

伊赫蒂曼市鎮，是保加利亞西部索菲亞州的市鎮，行政中心为伊赫蒂曼，面積526平方公里，2011年人口17,720，人口密度每平方公里33.7人。